# グレイトリッチーズ
グレイトリッチーズ（THE GREAT RICHIES）は、日本のロックバンド。

## 概要
1983年に当時ヴォーカルだったもりくん（後にポテトチップスを結成）、ベースのワタナベマモルを中心に結成。幾度ものメンバーチェンジをしながらインディーズレーベルであるナゴムレコードからシングルをリリースする。その後はキャプテンレコードに移籍し、1989年5月20日の『三宅裕司のいかすバンド天国』に出場。「あさねぼう」を演奏しキングに認定されなかったものの（当時はRABBITがキング在位4週目であり、チャレンジャー賞はJITTERIN'JINNが受賞）完奏を果たした。翌1990年にアルバム「LIFE!」でキングレコードよりメジャーデビューをする。その後シングル、アルバム共に2枚リリースし、結成10周年の1993年に解散した。解散後、複数回に渡り再結成ライブを行っている。

## メンバー

### 解散時のメンバー
- ワタナベマモル（1963年12月4日 - ）- ヴォーカル
  - 静岡県清水市（現・静岡市清水区）出身。オリジナルメンバーであり[3]、かつてはベーシストとして活動していた。解散後は大木温之（The ピーズ）・TOMOVSKY兄弟、佐藤シンイチロウ（The pillows）らと共に「MTハピネス」を結成。その後は元THE LONDON TIMES、DEEP&BITESの金野由之らと共に「MAMORU&THE DAViES」を結成。現在はソロミュージシャンとして活動している[3]。
- 西崎学 - ギター
  - 解散後は杉浦と共に「杉浦フィルハーモニーオーケストラ」として活動。
- 福島誠二 - ベース
  - THE FOOLSや奇形児、MAMORU & The DAViESにも在籍
- 谷口昇 - ドラムス
  - 1986年加入。かつては「肉弾」のメンバーとして活動。
- 杉浦哲郎 - キーボード
  - 解散後は西崎と共に「杉浦フィルハーモニーオーケストラ」を経て、現在は作曲家、編曲家として活動。

### 旧メンバー
- もりくん - ヴォーカル
  - オリジナルメンバー[1]。後にポテトチップスのヴォーカルとして活動。1987年4月に脱退するも、イカ天出場時に復帰。
- トラヴィス川北 - ギター→キーボード
  - 1984年6月加入、同年9月に脱退。同年12月に復帰した後に1986年にキーボードにパート変更した。
- 出山 - ドラムス
  - 1984年9月脱退。
- 原めぐみ - キーボード
  - 1983年7月加入。同姓同名の歌手とは別人。
- タカーキ - ギター
  - 1984年10月加入。病気療養により同年12月に脱退するも、1986年に復帰。
- てつ - ドラムス
  - 1984年10月加入、1986年6月脱退。
- 米俵浩一郎 - ギター
  - 元DEEP & BITES。
- 山川のりを - ギター
  - 元ザ・コーツ、DEEP & BITES、忌野清志郎&THE 2・3's、ノリオ&アイスクリームマン。現在はギターパンダとして活動。
- まーくん - ベース
  - 元DEEP & BITES。山川のりをの弟。
- くりやん - ベース

## ディスコグラフィ

### シングル
- Golden Hits（1986年10月23日発売）
  1. 牛乳＆タバコ
  2. バラが咲いた
  3. パンチパーマはえらかった
- 印税のうた（1990年6月21日発売）
  1. 印税のうたIV
  2. 冗談じゃないよ
  3. ひとり
- 遠い夜空を（1990年10月21日発売）
  1. 遠い夜空を
  2. 余裕がない
- 時速4kmの旅（1991年5月5日発売）
  1. 時速4kmの旅 タイアップ：OVA「魍魎戦記MADARA」主題歌
  2. おくりものを下さい
- 時速4kmの旅 (アコースティックバージョン）（1991年12月21日発売）
  1. 時速4kmの旅 (アコースティックバージョン)
  2. パラダイス

### アルバム
- Greatful Pants（1988年6月21日発売）
- LIFE!（1990年4月21日発売）
- BRAND NEW ECSTASY（1991年3月5日発売）
- THE GREAT RICHIES 1994（2002年6月1日発売）
- ナゴムコレクション（2006年6月21日発売）

### ソノシート
- パワーアップ！（1983年12月9日発売）

### オムニバス
- 都に雨の降る如く（1985年2月1日発売）
- 子どもたちのCity（1987年2月21日発売）
- Straight ahead（1987年7月発売）